# Rue Molinvaux
La rue Molinvaux est une rue ancienne de la ville de Liège (Belgique) située dans le quartier de Sainte-Marguerite.